# Người Chulym
Người Chulym (tiếng Chulym: Татарлар, Tatarlar) là một dân tộc Turk sinh sống tại tỉnh Tomsk và vùng Krasnoyarsk, Nga.

## Lịch sử
Dân tộc này chạy đến sông Chulym khi họ bị đội quân của Ermak Timofeevich đánh đuổi khỏi Hãn quốc Xibia.
Trong thế kỷ 16, người Nga chinh phục người Chulym và vùng đất mới định cư của họ. Năm 1720, người Chulym đã cải đạo sang Cơ đốc giáo, thường là do sự cưỡng bức.
Theo điều tra dân số năm 2002, có 656 người Chulym sinh sống tại Nga. Dù vậy, con số này đã giảm xuống còn 355 vào năm 2010.

## Văn hóa
Hiện nay, người Chulym chủ yếu theo Chính thống giáo Nga pha trộn với tín ngưỡng Shaman ban đầu của họ.
Người Chulym từng là những thợ săn và kẻ đánh bẫy. Tuy nhiên, ngày nay họ thường làm việc trong các nhà máy, xưởng thuộc da và xưởng cưa.